# Rigor Mortis (gruppo musicale)
Rigor Mortis è una band thrash metal statunitense formatasi nel 1983. I due compagni di classe Harden Harrison (batterista) e Casey Orr (basso) formarono la band dopo l'incontro con Mike Scaccia (chitarrista). I tre giovani condividevano l'interesse per i film horror e splatter e l'heavy metal. Assieme a Bruce Corbitt dietro il microfono crearono uno dei più pesanti thrash metal del tempo, spesso contaminandolo con il death. I quattro erano inoltre una delle maggiori thrash metal band del Texas e hanno contribuito a creare la scena metal underground dello stato americano. Recentemente sono stati inseriti in una data texana dell'Ozzfest 2008.
Il 23 dicembre 2012, durante un concerto del gruppo, il chitarrista Mike Scaccia morì per un attacco di cuore. Il 25 gennaio 2019, il cantante Bruce Corbitt è morto in un ospizio dopo aver combattuto per anni contro il cancro all'esofago.

## Formazione

### Formazione attuale
- Bruce Corbitt - voce (1986-1989, 2005-2012)
- Harden Harrison - batteria (1983-1992, 2005-2012)
- Casey Orr - basso (1983-1992, 2005-2012)
- Mike Scaccia - chitarra (1983-1992, 2005-2012)

### Ex componenti
- Doyle Bright (voce) (1989-1992)

## Discografia

### Album in studio
- 1988 - Rigor Mortis
- 1991 - Rigor Mortis vs. The Earth
- 2014 - Slaves to the Grave

### EP
- 1989 - Freaks EP

### Demo
- 1986 - Demo 1986
- 1988 - Demons Demo

### Altro
- 1991 - Psycho Therapy in Gabba Gabba Hey (tributo ai Ramones)